# Riccardo Orsini
Richard ou Riccardo Orsini (mort en 1304), Comte palatin de Céphalonie et Zante jusqu'en 1304.

## Origine
Richard est mentionné pour la première fois dans un document de 1264. Il est probablement un descendant de Matteo de Céphalonie (mort après 1238), peut-être le fils d'un certain Théodore lui-même, peut-être le fils de Matteo.

## Biographie
Richard devient comte palatin de Céphalonie et Zante à une date inconnue, alors qu'il est encore mineur, la régence étant assurée par le prince d'Achaïe Guillaume II de Villehardouin après son retour de captivité.
Le 27 août 1278 il est parmi les treize grands barons de Morée qui sont informés par Charles d’Anjou, qui venait de prendre la veille le titre de Prince d’Achaïe, de la nomination de Galeran d’Ivry sénéchal de Sicile comme bailli de Morée. 
En 1291 l’empereur Andronic II met à profit une trêve avec les Francs de Morée pour envoyer son « Grand Domestique » attaquer le despote d’Épire Nicéphore Ier Doukas, mettre le siège devant Janina et progresser vers Arta sa capitale. Nicéphore Ier qui était l’oncle de la princesse Isabelle Ire d'Achaïe, qui gouvernait alors personnellement la Principauté d'Achaïe avec son époux Florent de Hainaut, réclame l’aide des Francs et comme preuve de sa bonne foi, il confie comme otages son fils Thomas Doukas au prince Florent et sa seconde fille Marie à Riccardo Orsini. En 1292, les troupes de Florent et celle du Despote obligent les Grecs à renoncer au siège d’Arta et à lever celui de Janina avant de regagner Constantinople. Florent de Hainaut renvoie à Nicéphore Ier son fils Thomas alors que le comte de Céphalonie garde la jeune Marie Ange Comnène et lui fait épouser son fils Jean ou Giovanni Orsini.  
Nicéphore Ier Doukas, dont la fille aînée Thamar était demandée comme épouse par un des fils du roi de Naples, Philippe Ier de Tarente, est offusqué par cette mésalliance et menace Riccardo de guerre. Toutefois, l’union était consommée et le despote n’avait guère les moyens d’entreprendre une guerre contre les Francs. Il demanda seulement que Jean Orsini vienne résider près de lui avec sa jeune épouse à Arta. Selon la « Chronique française de Morée  »  lorsqu’il vit que son gendre « estoit un des beaux chevaliers de Romanie, de corsage et de visage, bien parlans et bien sachans  » il fut fort satisfait et l’accueilli courtoisement. Jean Orsini demeura à sa cour pendant 12 ans jusqu’à la mort de son père. Nicéphore, vraiment conquis par le jeune homme attribue en 1295 comme dot à sa fille l’île de Leucade,.
Après la mort de Florent de Hainaut le 23 janvier 1297, la princesse Isabelle Ire d'Achaïe  choisit comme Bayle de Morée le comte Riccardo Orsini. Ce dernier qui gouvernait son comté depuis une quarantaine d’années était un homme de grande expérience. Il avait été comte de Gravina de 1284 à 1291 et capitaine général de Corfou de 1286 à 1289.  
En 1299 malgré son âge avancé il obtient une dispense du Pape pour épouser Marguerite de Villehardouin, âgée de 32 ans et sœur cadette de la princesse Isabelle. En 1300, étant trop vieux pour conduire des opérations militaires, il renonce à sa charge de Bayle de Morée en faveur de l’un de ses gendres, Nicolas III de Saint-Omer. Selon la « Chronique de Morée » il est tué pour une offense par un de ses chevaliers nommé Lion en 1304.

## Postérité
De sa première épouse inconnue, le comte Riccardo Orsini avait eu plusieurs enfants :
- Guillerme, épouse successive du Connétable de Morée Jean Chauderon puis de Nicolas III de Saint-Omer, co-seigneur de Thèbes et Bayle de Morée
- Ne avait pour mari Jean de Durnay
- Jean Ier Orsini son successeur
- Guillaume
- Ne, mariée à Engilbert de Liedekerke connétable après la mort de Jean Chauderon.